# خدای پسر

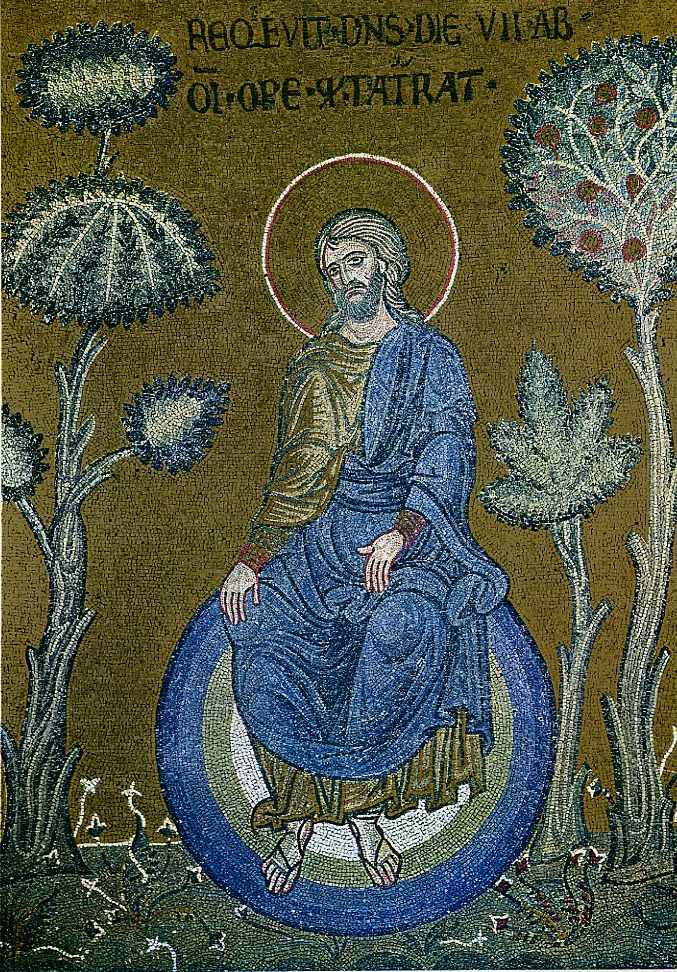
خدا در حال استراحت پس از خلقت – مسیح تصویر شده به عنوان خالق جهان، موزاییک بیزانسی در مونرئاله، سیسیل.

خدای پسر (یونانی: Θεός ὁ υἱός) دومین رکن تثلیث در الهیات مسیحی است. دکترین تثلیث عیسی را در رابطه با خدای پدر و خدای روح القدس (اشخاص اول و سوم تثلیث) به عنوان خدای پسر، هم‌گوهر در ذات ولی متمایز در تشخص می‌شناسد. در این تعلیمات، خدای پسر پیش از تجسد وجود داشته، به همراه خدای پدر و روح القدس پیش و پس از پایان جاودانه است.